# Wólka Nosowska
Wólka Nosowska – wieś sołecka w Polsce położona w województwie mazowieckim, w powiecie łosickim, w gminie Stara Kornica.
| SIMC    | Nazwa                  | Rodzaj    |
| ------- | ---------------------- | --------- |
| 0020540 | Mazury                 | część wsi |
| 0020557 | Połoniec               | część wsi |
| 0020563 | Reforma                | część wsi |
| 0020570 | Wólka Nosowska-Kolonia | część wsi |

W latach 1975–1998 miejscowość administracyjnie należała do województwa bialskopodlaskiego.
Urodził się tu Jan Muszyński – polski botanik i farmaceuta.
Wierni Kościoła rzymskokatolickiego należą do parafii Niepokalanego Poczęcia NMP w Starej Kornicy.